# Paso de Varas
Paso de Varas är en ort i Mexiko.   Den ligger i kommunen Actopan och delstaten Veracruz, i den sydöstra delen av landet, 270 km öster om huvudstaden Mexico City. Paso de Varas ligger 115 meter över havet och antalet invånare är 141.
Terrängen runt Paso de Varas är platt åt sydost, men åt nordväst är den kuperad. Runt Paso de Varas är det ganska tätbefolkat, med 56 invånare per kvadratkilometer. Närmaste större samhälle är Zempoala, 12,9 km öster om Paso de Varas. Omgivningarna runt Paso de Varas är en mosaik av jordbruksmark och naturlig växtlighet.